# Happy (Marina and the Diamonds)
Happy è un singolo della cantautrice britannica Marina and the Diamonds pubblicato il 12 dicembre 2014, secondo estratto dall'album Froot

## La canzone
Il testo della canzone parla della felicità che ha invaso l'animo della cantante, precedentemente sconvolto dalla depressione: Marina ha finalmente ritrovato la gioia di vivere, abbandonando la tristezza, che s'è dissolta nell'aria. La felicità, che si può costruire con la compagnia di qualcuno, segue la cantante così come la terra si unisce al mare.
Happy è stata scritta da Marina, la quale ha anche collaborato alla produzione insieme al David Kosten. L'audio è stato caricato su Internet il 12 dicembre, anche se è stato "leakkato" il giorno prima della pubblicazione, dato che Nuova Zelanda ed Australia hanno potuto scaricare la canzone già dall'11 dicembre.

## Accoglienza
La canzone ha ricevuto il plauso dalla critica musicale e dal pubblico, riscuotendo maggior successo rispetto al precedente singolo, Froot.
Bradley Stern del sito Idolator ha confermato che "Marina è tornata alle origini di The Family Jewels, abbandonando le pulsazioni elettroniche di Electra Heart" e che "la canzone è veramente felice".

## Tracce
Download digitale/streaming
1. Happy – 4:03 (Marina Diamandis, David Kosten)

Vinile 7"
1. Froot – 5:31 (Marina Diamandis, David Kosten)
2. Happy – 4:03 (Marina Diamandis, David Kosten)

Durata totale: 9:34

## Classifiche
Happy ottiene nelle prime ore dopo la pubblicazione ottimi posizionamenti nelle classifiche digitali, in particolar modo nell'Europa dell'est, in Scandinavia, e nel continente americano. Riesce a raggiungere la #1 in Romania, Finlandia, Brasile, Argentina ed altri Paesi; negli Stati Uniti arriva alla #6 posizione, la più alta mai raggiunta da Marina in questa nazione, mentre fatica ad entrare nella top 10 del Regno Unito. 
In Italia, debutta alla #88 sempre si iTunes.
| Classifiche digitali (2014) | Posizione massima |
| --------------------------- | ----------------- |
| Regno Unito                 | 74                |
| Irlanda                     | 68                |
| Finlandia                   | 26                |
| Svezia                      | 37                |
| Danimarca                   | 91                |
| European Singles Hot 200    | 136               |
| European Digital Hot 200    | 83                |

## Date di pubblicazione
| Paese | Data             | Casa discografica      | Formati           |
| ----- | ---------------- | ---------------------- | ----------------- |
| Mondo | 12 dicembre 2014 | Atlantic, Warner Music | Download digitale |